# Рамазанов, Рамазан Магомедарипович
Рамаза́н «The Punisher» Рамаза́нов (род. 22 июня 1984, Кизилюрт, Дагестанская АССР, Российская СФСР, Советский Союз) — российский кикбоксер, семикратный чемпион мира по профессиональному муай-тай.

## Биография и Карьера
Рамазан родился в Кизилюрте, Дагестан и начал боксировать в 13 лет. В 15 лет он начал заниматься Муай Тайем. Тренировался у Зайналбека Зайналбекова. В 2000 году окончил школу № 7 в Кизилюрте. В 2004 году он уезжает в Таиланд вместе со своими двоюродными братьями, чтобы прололжить карьеру по Муай Тайу. Он поселяется в Бангкоке в Rompo Gym. За несколько лет он перешёл из Суперсреднего в Супертяжелый весовой дивизион.
Первый бой Рамазана прошёл в Таиланде, когда ему было 19 лет, а в 2004 году он выиграл свой первый титул Чемпиона Мира. 5-го декабря 2006 года, Рамазан принял участие в турнире «S1 World Heavyweight tournament», прошедшего в Бангкоке в «King’s Birthday». Две победы (решением) над Эммануэлем Пайе и Джафаром Ахмади вывели его в финал, где он победил белорусского оппонента Марека Димитрова, лоу киком во втором раунде.
Месяц спустя, 5 января 2007 года в Дубае, ОАЭ, Рамазан снова вступил на ринг и нокаутировал голландского бойца Эверта Фйеета в четвёртом раунде и стал претендовать на титул «WMC Middle East Title».
8 декабря 2007 года в Сиднее, Австралия, Рамазан
остановил Стива МакКиннона в четвёртом раунде и выиграл титул «WMC Intercontinental Muay Thai Heavyweight title».
19 июля 2008 года в Кейптауне, ЮАР, Рамазан стал новым чемпионом Мира по версии «WPMF Heavyweight», нокаутировав Пита Мотонга во втором раунде.
16 декабря 2012 года, Рамазан победил (по решению) Фабиана Гондорфа в «Fight Nights: Battle of Moscow 9».

## Титулы
- Чемпион России по версии IFMA — 2003
- Чемпион Мира по версии WPMF — 2004 (Бангкок)
- Финалист турнира «King’s Birthday 83 kg» — 2004 (Бангкок)
- Чемпион Мира по версии WMC — 2005 (Бангкок)
- Чемпион Мира по версии PK-1 — 2006 (Пхукет)
- Победитель турнира «S-1 Heavyweight» — 2006 (Бангкок)
- Чемпион «WMC Middle East Muay Thai Heavyweight» — 2007 (Дубай)
- Чемпион «WMC Intercontinental Muay Thai Heavyweight» — 2007 (Сидней)
- Чемпион Мира среди тяжеловесов по версии WPMF — 2008 (Кейптаун)
- Чемпион Мира среди тяжеловесов по версии WPMF — 2012 (Пхукет)